# Chambord (Quebec)
Chambord es un municipio canadiense situado en la provincia de Quebec.

## Superficie
Chambord tiene una superficie de 120,85 km².

## Demografía
En 2021, tenía 1748 habitantes, una densidad poblacional de 14,5 hab./km², y 1186 viviendas.